# Морс, Элла Мэй
Элла Мэй Морс (англ. Ella Mae Morse; 12 сентября 1924[…], Мансфилд — 16 октября 1999[…], Булхед-Сити, Аризона) — американская певица.
Благодаря её записи «Cow-Cow Boogie» с Фредди Слэком и его оркестром в 1942 году Capitol Records получил свою первую золотую пластинку. В 1943 году её сингл «Get On Board, Little Chillun», также со Слэком, попал в чарт The Harlem Hit Parade, что сделало её первой белой певицей попавшей в данный чарт. В 1960 году она получила звезду на Голливудской «Аллее славы».